# Anomobryum brachymenioides
Anomobryum brachymenioides är en bladmossart som beskrevs av Hugh Neville Dixon och Potier de la Varde 1930. Anomobryum brachymenioides ingår i släktet Anomobryum och familjen Bryaceae. Inga underarter finns listade i Catalogue of Life.